# Liste der Regierungen von São Tomé und Príncipe

In der Liste der Regierungen von São Tomé und Príncipe werden alle gewählten Regierungen von São Tomé und Príncipe seit der Unabhängigkeit von Portugal 1975 aufgelistet. Bis zum Referendum 1990 war São Tomé und Príncipe ein sozialistischer Einparteienstaat, der von der Befreiungspartei Movimento de Libertação de São Tomé e Príncipe regiert wurde. Ähnlich wie in Portugal werden in die jeweilige Regierung ab dem Kabinett Carvalho I (1994) auch verfassungsmäßige Regierung genannt, auf portugiesisch Governo Constitucional, um diese von den Regierungen vor der Verfassungsänderung zu unterscheiden.
Angegeben ist jeweils die Amtszeit der Premierminister, die mit ihrer Ernennung durch den Präsidenten beginnt und mit der Konstituierung einer neu gewählten Assembleia Nacional oder mit der Amtserledigung des Premierministers (etwa durch dessen Rücktritt) endet. Bis zur Amtsübernahme einer neu gebildeten Regierung bleibt das Kabinett geschäftsführend im Amt.

## Liste der Regierungen des Einparteienstaates nach der Unabhängigkeit 1975
- Kabinett d’Alva, MLSTP (1974–1975)
- Kabinett Miguel Trovoada, MLSTP (1975–1979)
- Kabinett Rocha da Costa, MLSTP (1988–1991)

## Seit demReferendum 1990
- Kabinett dos Santos Daio (1991–1992)
- Kabinett d’Alva Costa Alegre (1992–1994)
- Kabinett Carvalho I (1994), erste Governo Constitucional de São Tomé e Príncipe
- Kabinett da Graça (1994–1995)
- Kabinett Vaz d’Almeida (1995–1996)
- Kabinett Neto (1996–1999)
- Kabinett Posser da Costa (1999–2001)
- Kabinett Carvalho II (2001–2002)
- Kabinett Arcanjo da Costa I (2002)
- Kabinett das Neves (2002–2004)
- Kabinett Vaz d’Almeida (2004–2005)
- Kabinett do Carmo Silveira (2005–2006)
- Kabinett Vera Cruz (2006–2008)
- Kabinett Trovoada I (2008)
- Kabinett Branco (2008–2010)
- Kabinett Trovoada II (2010–2012)
- Kabinett Arcanjo da Costa II (2012–2014)
- Kabinett Trovoada III (2014–2018), 16. Governo Constitucional de São Tomé e Príncipe
- Kabinett Bom Jesus (seit 2018), 17. Governo Constitucional de São Tomé e Príncipe